# ريتشارد ريشي
ريتشارد ريشي هو ممثل هندي، ولد في 20 أكتوبر 1977 في الهند.

## وصلات خارجية
- ريتشارد ريشي على موقع IMDb (الإنجليزية)
- ريتشارد ريشي على موقع قاعدة بيانات الفيلم (الإنجليزية)